# Magnanville
 Magnanville  es una población y comuna francesa, en la región de Isla de Francia, departamento de Yvelines, en el distrito de Mantes-la-Jolie y cantón de Mantes-la-Ville.

## Demografía
| 682 | 685 | 3225 | 5001 | 6265 | 5624 |
| Para los censos de 1962 a 1999 la población legal corresponde a la población sin duplicidades (Fuente: INSEE [Consultar]) |     |      |      |      |      |